# Karsten Mielke
Karsten Antonio Mielke (* 2. November 1977 in Recife, Brasilien) ist ein deutscher Film- und Fernsehschauspieler.

## Leben
Karsten Antonio Mielke wurde im brasilianischen Bundesstaat Pernambuco geboren. Er wuchs in Schleswig-Holstein auf und machte seine ersten Schauspielerfahrungen im Alter von zehn Jahren beim Deutschen Roten Kreuz (DRK). Nach Reisen durch Europa zog er mit Anfang Zwanzig nach Berlin. Seine Schauspielausbildung erhielt er in London am London Drama Centre und am Giles Forman Studio. Anschließend setzte er in Deutschland seine Ausbildung am Schauspielstudio „Actors Space Berlin“ (2008–2012) fort, wo er hauptsächlich Kurse in Method Acting, Meisner-Technique und Filmacting belegte. Zu seinen Lehrern gehörten Larry Moss und Lena Lessing.
Mielke arbeitet als Schauspieler für Film und Fernsehen und steht seit 2009 regelmäßig für Kinoproduktionen, Krimireihen und TV-Serien vor der Kamera. Für das Kino arbeitete er u. a. mit Thomas Sieben, Bryan Singer, Feo Aladağ und Mascha Schilinski zusammen.
In dem kammerspielartigen Kinofilm Die Tochter (2017) spielte Mielke, mit Artemis Chalkidou als Partnerin, die männliche Hauptrolle des Jimmy, der zwei Jahre nach der Trennung anlässlich des Verkaufs des gemeinsamen Ferienhauses auf einer kleinen Vulkan-Insel in der Ägäis mit seiner Frau einen Neuanfang als Liebespaar wagen will. Für seine Darstellung wurde er 2017 als „Bester Hauptdarsteller“ beim Evolution Filmfestival Mallorca und als „Bester männlicher Hauptdarsteller“ beim Cypros International Filmfestival ausgezeichnet.
Im Tatort: Zeit der Frösche (Erstausstrahlung: April 2018) stellte Mielke den verdächtigen Drogenjunkie Bernd Hartl dar. In der TV-Sozialkomödie Keiner schiebt uns weg (2018) verkörperte Mielke, an der Seite von Alwara Höfels, den frustrierten Familienvater und Ruhrpott-Macho Kalle Kobel.
In dem TV-Drama Vermisst in Berlin (Erstausstrahlung: Februar 2019) spielte er den schnauzbärtigen Streifenpolizisten Paul, mit dem die Ex-Polizistin und frühere LKA-Ermittlerin Judith Volkmann (Jördis Triebel) eine Affäre hat. In der ZDF-Krimireihe Kommissarin Heller (2019) übernahm er eine Hauptrolle als wegen zweifacher Vergewaltigung inhaftierter Sexualstraftäter Dirk Köster. Im Dortmunder Tatort: Inferno (Erstausstrahlung: April 2019) spielte er den Anlagentechniker Paul Mohnheim, den Ehemann einer getöteten Internistin, der von seiner Frau betrogen wurde und bei seiner polizeilichen Befragung „völlig ausrastet“. In dem Fernsehfilm Nachts baden (2019) spielte er eine der Hauptrollen, den selbstverliebten Musikmanager und Musikproduzenten Butzke, den Ex-Freund der Rockmusikerin Pola (Maria Furtwängler), der eine Affäre mit deren junger Tochter (Tijan Marei) eingeht. In der Fernsehreihe Der Usedom-Krimi verkörperte er im 10. Film mit dem Titel Träume (2019) den charismatischen Hobby-Falkner Dirk Bodin, den manipulativen, väterlichen Freund eines beruflich gescheiterten jungen Bauunternehmersohns. Im Dresdner Tatort: Die Zeit ist gekommen (Erstausstrahlung: April 2020) übernahm er eine der Nebenrollen als Schwager des tatverdächtigen vorbestraften Familienvaters Louis Bürger (Max Riemelt). In der als Ensemblefilm konzipierten TV-„Sozialkomödie“ Werkstatthelden mit Herz (2020) spielte Mielke einen der Angestellten einer in die Jahre gekommenen Kfz-Werkstatt, der mit seiner Teilnahme am Berlin-Marathon den Fortbestand der Werkstatt sichern will. In der ZDF-Krimireihe Unter anderen Umständen verkörperte er in dem im März 2021 erstausgestrahlten Film Für immer und ewig an der Seite von Bettina Stucky den tatverdächtigen ehemaligen Bootsbauer, Vergewaltiger und Freigänger Jan Littkowski.
Episodenrollen übernahm er in den TV-Serien Notruf Hafenkante, SOKO Leipzig und SOKO Wismar (2018, als früherer Drogendealer). In der ZDF-Serie SOKO Köln (2018) hatte er eine dramatische Rolle als ehemaliger Berufsboxer, der unter Verdacht gerät, einen Mord begangen zu haben.
Karsten Antonio Mielke lebt in Berlin.

## Filmografie (Auswahl)
- 2008: Sunny Hill (Kinofilm)
- 2008: Able (Kinofilm)
- 2008: Brüderchen und Schwesterchen (Fernsehfilm)
- 2008: Operation Walküre – Das Stauffenberg-Attentat (Valkyrie, Kinofilm)
- 2009: Distanz (Kinofilm)
- 2010: Die Fremde (Kinofilm)
- 2014: Trabanten (Kinofilm)
- 2014: SOKO Wismar: Das Nashorn (Fernsehserie, eine Folge)
- 2016: Notruf Hafenkante: Die falsche Frau (Fernsehserie, eine Folge)
- 2018: SOKO Leipzig: Toy Boy (Fernsehserie, eine Folge)
- 2018: SOKO Köln: Monster (Fernsehserie, eine Folge)
- 2018: Tatort: Zeit der Frösche (Fernsehreihe)
- 2018: Vermisst in Berlin (Fernsehfilm)
- 2018: Deutschland 86 (Fernsehserie)
- 2018: SOKO Wismar: Weggesperrt (Fernsehserie, eine Folge)
- 2018: Keiner schiebt uns weg (Fernsehfilm)
- 2019: Kommissarin Heller – Herzversagen (Fernsehreihe)
- 2019: Tatort: Inferno (Fernsehreihe)
- 2019: Nachts baden (Fernsehfilm)
- 2019: Träume – Der Usedom-Krimi (Fernsehreihe)
- 2019: Im Niemandsland (Fernsehfilm)
- 2020: Tatort: Die Zeit ist gekommen (Fernsehreihe)
- 2020: Werkstatthelden mit Herz (Fernsehfilm)
- 2020: Das Geheimnis des Totenwaldes (Fernsehfilm)
- 2021: Unter anderen Umständen: Für immer und ewig (Fernsehreihe)
- 2021: Mein Sohn (Kinofilm)
- 2021: Westwall (Fernsehserie)
- 2022: Tatort: Borowski und der Schatten des Mondes (Fernsehreihe)
- 2022: Kolleginnen – Das böse Kind (Fernsehreihe)
- 2023: Alaska (Kinofilm)
- 2023: Luden (Fernsehserie)
- 2023: Tatort: Erbarmen. Zu spät. (Fernsehreihe)
- 2024: Festmachen (Fernsehserie)